# Luftschlacht über Formosa
Luzon

Mindoro – Lingayen  – Bataan – Manila – Corregidor
Visayas

Leyte – TE/WA – Panay – Simara – Negros – Cebu City
Mindanao

Bukidnon – Maguindanao/Cotabato – Davao
Operationen zur See

Convoy Hi-71 – Shin'yō Maru Vorfall – Formosa  – Golf von Leyte – Bucht von Ormoc – Convoy Hi-81 – Südchinesisches Meer – Taipeh  – Schlacht am 24. Juli 1945
Die Luftschlacht über Formosa fand zwischen dem 12. und 16. Oktober 1944 zwischen Kampfflugzeugen der japanischen Marine und trägergestützten Flugzeugen der 3. Flotte der US-Navy während des Pazifikkriegs im Zweiten Weltkrieg statt.
Sie endete mit einem amerikanischen Sieg, der nur wenige Tage vor der See- und Luftschlacht im Golf von Leyte, die vom 23. bis 26. Oktober 1944 stattfand, die japanische Luftwaffe lahmlegte.

## Vorgeschichte
Die Niederlagen der Japaner in der Schlacht um die Marianen-Inseln und im Westen Neuguineas, wo die Einheiten unter General MacArthur bis nach Wakde-Sarmi und Biak vorgedrungen waren, zwang die Japaner im Frühsommer 1944 zur zweiten Neubesetzung des Heeres- und Marine-Oberkommandos innerhalb von nur fünf Monaten. Die Kriegsaussichten waren so bedrohlich, dass sie in die erste große politische Krise führten, seit die Tōjō-Regierung die japanische Nation in den Krieg geführt hatte.
Am 17. Juli 1944 trat Admiral Shimada Shigetarō als Marineminister im Kabinett von Premierminister Tōjō Hideki zurück. Nur einen Tag später, gleichzeitig mit der öffentlichen Ankündigung des Falls von Saipan, reichte General Tōjō den Rücktritt des gesamten Kabinetts ein und gab nicht nur seine politischen Ämter als Premier- und Kriegsminister auf, sondern trat auch als Chef des Generalstabs der Armee zurück. Koiso Kuniaki, der damalige Generalgouverneur von Korea, bildete am 22. Juli ein neues Kabinett mit Feldmarschall Sugiyama Hajime als Kriegsminister und Admiral Yonai Mitsumasa als Marineminister. General Umezu Yoshijirō wurde zum Chef des Generalstabs der Armee ernannt. Die Umstrukturierung war erst am 2. August endgültig abgeschlossen, als Admiral Shimada Shigetarō auch seinen Posten als Generalstabschef der Marine aufgab und durch Admiral Oikawa Koshirō ersetzt wurde.
Die enorme Ausdehnung der durch alliierte See- und Luftaktivitäten bedrohten Gebiete machte es notwendig, alle Projekte für die Entsendung größerer Verstärkungen an die noch intakten Teile der äußeren Verteidigungslinie, insbesondere Palau und Halmahera, aufzugeben. Die Versorgungslinien mit dem südlichen Gebiet wurden in die inneren Gewässer des Süd- und Ostchinesischen Meeres zurückgedrängt, und auch diese relativ geschützten Binnenwege waren nun einer erhöhten Gefahr durch alliierte U-Boote ausgesetzt, die gegen japanische Konvois operierten. Die Verknappung der Treibstoffreserven in Japan wirkte sich hemmend auf die operative Mobilität der verbleibenden Flottenstärke Japans aus. Kurz nach der Rückkehr zu ihren Heimatstützpunkten von der Seeschlacht in der Philippinensee musste die 1. Mobile Flotte ihre Streitkräfte aufteilen und den größten Teil ihrer Schiffe zum Ankerplatz Lingga in Niederländisch-Ostindien schicken, wo ausreichend Treibstoff zur Verfügung stand, während die Trägerkräfte in heimischen Gewässer blieben, um auf den Ersatz von Kampfflugzeugen und Piloten zu warten.

## Planung
Im Sommer 1944 war sich der Führungsstab der Japaner bewusst, dass die Amerikaner bald die Philippinen oder Formosa angreifen würden, und setzten eine Reihe von Plänen in die Tat um, von denen sie hofften, dass sie zu einer „Entscheidungsschlacht“ führen würden, in der die großen Schlachtschiffe der Marine endlich voll zur Geltung gelangen könnten. Dazu wurden vom Oberbefehlshaber der Kombinierten Flotte, Admiral Toyoda Soemu, die Shō-gō-Pläne ausgearbeitet. Der Plan Shō-Gō 1 war zur Verteidigung der Philippinen vorgesehen und Shō-Gō 2 zur Verteidigung von Formosa. Die meisten der an diesen Plänen beteiligten Seestreitkräfte standen unter dem Kommando von Admiral Toyoda selbst. Formosa wurde von der 6. Luft-Armee unter dem Kommando von Vizeadmiral Fukudome Shigeru verteidigt.
Nach umfangreichem Experimentieren baute die Marine ein effektiveres System zum Schutz von Konvois auf. Die Zahl der Begleitschiffe wurde auf 80 erhöht, von denen fast drei Viertel auf der Südroute unter dem Hauptquartier der 1. Eskorttruppe in Takao auf Formosa operierten. Vier aus Handelsschiffen umgebaute Begleitträger wurden ebenfalls für den Konvoidienst zur Verfügung gestellt. Ausschließlich für die Patrouillenfahrt auf den Schifffahrtswegen wurden neue Fliegergruppen mit Radarflugzeugen organisiert. Zudem konnten Wasserflugzeuge der Marine jetzt auch mit einem neu perfektionierten Magnetometer zur Erkennung von untergetauchten U-Booten ausgestattet werden. Die Ausweitung der trägergestützten Luftoffensive der Alliierten auf Luzon, gepaart mit den anhaltenden Kämpfen um Palau und Morotai, ließen sowohl in den Köpfen der Armee- als auch der Marineabteilungen des kaiserlichen Generalhauptquartiers kaum Zweifel daran, dass die alliierte Strategie darauf abzielte, die Invasion der Philippinen zu einem frühen Zeitpunkt anzugehen. Das Oberkommando hielt es immer noch für verfrüht, die seit dem 19. September in Erwägung gezogene Operation Shō-Gō 1 zu befehlen, entschied jedoch, dass die operativen Vorbereitungen in der Annahme, dass die Philippinen das entscheidende Schlachtfeld sein würden, mit höchster Geschwindigkeit vorangetrieben werden müssen. Dementsprechend erließ die Marineabteilung des kaiserlichen Generalhauptquartiers am 21. September eine Anweisung, in der es hieß:

„Die Durchführung der Shō-Gō-Operation im philippinischen Gebiet (einschließlich des Sulu-Archipels) wird Ende Oktober oder später erwartet. Die Seestreitkräfte werden sich mit höchster Priorität auf die Operation Shō-Gō 1 vorbereiten.“

Der Marinedirektive folgte am 22. September ein Befehl des kaiserlichen Hauptquartiers der Armee mit der gleichen Wirkung. Dieser Befehl lautete:

„1. Das kaiserliche Generalhauptquartier bezeichnet die philippinischen Inseln vorläufig als Gebiet der entscheidenden Schlacht und schätzt, dass der Zeitpunkt dieser Schlacht irgendwann während oder nach den letzten zehn Tagen des Oktobers liegen wird.
2. Die Oberbefehlshaber der Südarmee und der Chinesischen Expeditionsarmee sowie der Befehlshaber der Armee von Formosa werden im Allgemeinen bis Ende Oktober die operativen Vorbereitungen für die Erfüllung ihrer jeweiligen Missionen abschließen.“

Seit Ende August befand sich die japanischen Streitkräfte auf Formosa in Bereitschaft um den Shō-Gō 2 Plan auszuführen. Dazu stand die Formosa-Armee unter dem Befehl von General Andō Rikichi bereit. Sie bestand aus der 10. Division unter Generalleutnant Okamoto Yasuyuki, der 50. Division unter Generalleutnant Ishimoto Sadanao und der 66. Division unter Generalleutnant Nakashima Kisaburo. Dazu kam die 8. Luftdivision der Armee unter Generalleutnant Yamamoto Kenji. Am 22. September 1944 wurde nach Bekanntgabe der Armee-Order Nr. 1135 die Formosa-Armee als Formosa-Distriktarmee der 10. Regionalarmee unterstellt, die zusätzliche Miliz- und Reservetruppen auf Formosa für den Fall einer alliierten Invasion aufstellte. Den Oberbefehl über die 10. Regionalarmee und alle untergeordneten Einheiten übernahm General Andō Rikichi.
Die Verteidigung der Ryūkyū-Inselgruppe übernahm die 32. Armee unter Generalleutnant Ushijima Mitsuru. Zu ihr gehörte die 9. Division unter Generalleutnant Hara Mamoro, die 24. Division unter Generalleutnant Amamiya Tatsumi, die 28. Division unter Generalleutnant Kushibuchi Senichi und die 62. Division unter Generalleutnant Hongo Yoshio.

## Amerikanische Aktionen im Vorfeld

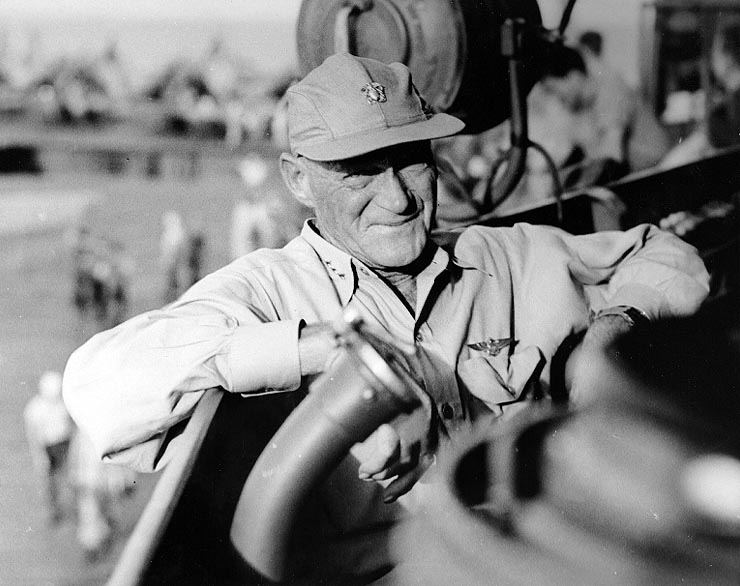
Vizeadmiral Mitscher an Bord des Flugzeugträgers Lexington im Juni 1944

Nachdem ein Taifun die amerikanischen Schiffe am 3. Oktober bei Ulithi getroffen hatte sammelte sich die Flotte von Admiral Halsey am 6. Oktober wieder und bereitete sich auf ein Ablenkungsmanöver für die Landung MacArthurs auf Leyte vor. Zwar hatte die japanische Marine einen Großteil ihrer Flugzeuge während des „Marianen-Truthahnschießens“ während der Schlacht in der Philippinensee verloren, jedoch könnte dieses Kontingent von den Flugbasen aus Formosa und den Nansei-Inseln wieder verstärkt werden. So sah der Plan vor eine Einsatzgruppe aus Zerstörern gegen die Marcusinsel zu senden, die eine amphibische Landung vortäuschen sollten. Während sich die Japaner auf dieses Gebiet konzentrierten sollten die Nansei-Inseln im Ryūkyū-Archipel, die etwa 2400 Kilometer entfernt liegen, angegriffen werden.
Den ersten Hinweis darauf, dass eine amerikanische Seestreitmacht in der Nähe der Ryūkyūs operieren könnte, erhielten die Japaner am Morgen des 9. Oktober, als ein Flugzeug der Marine, das sich auf einem Patrouillenflug zwischen den Ryūkyūs und Bonin-Inseln befand, plötzlich den Funkverkehr mit seiner Basis in Kanoya auf Kyūshū einstellte und anschließend als verloren galt. Die 2, Luftflotte und die Streitkräfte der Armee und Marine im Gebiet Kyūshū-Ryūkyūs-Formosa gingen sofort in Alarmbereitschaft.
Am selben Tag begann die Attacke auf die Nansei-Inseln in einem Bereich von Amami-Ōshima im Norden bis nach Miyako-jima im Süden der Inselgruppe. Dabei wurden 87 Schiffe versenkt, 93 Flugzeuge zerstört und die Flugfelder verwüstet. Bei dem Einsatz wurde kein amerikanisches Schiff beschädigt; ebenso keines, dass bei der Marcusinsel im Einsatz war. Zeitgleich wurde auch ein massiver Luftangriff gegen Okinawa geflogen.
Anschließend sollte die Flotte einen Kurs auf Luzon vortäuschen, aber bei Einbruch der Dunkelheit drehte sie 60° nach Steuerbord ab und nahm Kurs auf Formosa. Allerdings waren die Japaner darauf vorbereitet und die Finte funktionierte nicht. Admiral Halsey gestand später ein, dass es sein Fehler war, nicht zuerst die stärkeren Flugfelder auf Formosa anzugreifen, denn mit dem Angriff auf die Nansei-Inseln waren die Japaner vorgewarnt.

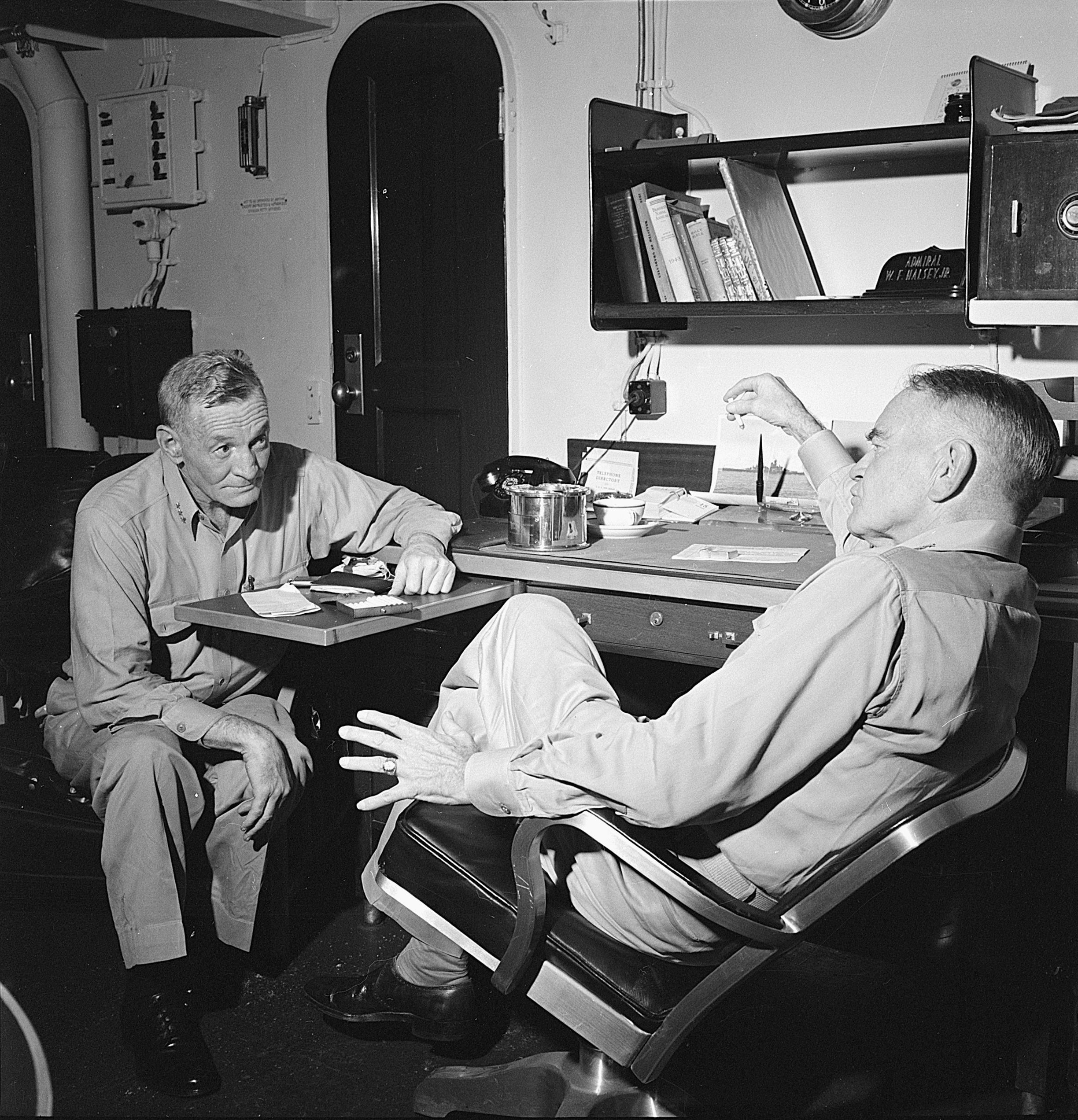
Vizeadmiral McCain und Admiral Halsey bei einer Beratung an Bord des Schlachtschiffs New Jersey

Am 10. Oktober um 9:25 Uhr alarmierte das Hauptquartier der Kombinierten Flotte in Tokio auf Anweisung von Admiral Toyoda alle landgestützten Seeluftstreitkräfte für die Operation Shō-Gō 2. Um 12:14 Uhr am selben Tag weitete Admiral Toyoda im Auftrag aus Hsinchu die Warnung auch auf die Operation Shō-Gō 1 aus.
Nachdem sich die amerikanischen Trägergruppen am 11. Oktober nach Süden wandten, um kleine Aufklärungsangriffe über das Gebiet von Aparri im Norden von Luzon durchzuführen, wurde die Luftoffensive am folgenden Tag jedoch mit voller Kraft wieder aufgenommen, diesmal gegen Formosa und die angrenzenden Inseln. Admiral Toyoda entschied nun, dass es an der Zeit war zuzuschlagen. Daher befahl er den Luftstreitkräften des Marinestützpunkts am 12. Oktober um 10:30 Uhr, die Operationen Shō-Gō 1 und 2 auszuführen, mit dem Ziel, die feindlichen Trägerstreitkräfte in der nördlichen Philippinensee zu vernichten.
Die 2. Luftflotte unter Vizeadmiral Fukudome Shigeru bereitete sich sofort auf den Angriff vor. Allerdings waren die meisten Flugzeuge noch immer auf Stützpunkten im Süden von Kyūshū stationiert. Um so viele Flugzeuge wie möglich für die Schlacht zur Verfügung zu haben, befahl das Hauptquartier der Kombinierten Flotte in Tokio Vizeadmiral Ozawa, die neu aufgestellten Fluggruppen der 3. und 4. Trägerdivision freizugeben, auch wenn sie ihre Kampfausbildung in der Seto-Inlandsee noch nicht beendet hatten. Sie sollten der 2. Luftflotte vorübergehend unterstellt werden. Diese Trainingsgruppen wurden sofort zu Stützpunkten im Süden von Kyūshū und den Nansei-Inseln beordert, um mit den landgestützten Luftstreitkräften zu operieren.

## Die Luftschlacht über Formosa

### 12. Oktober

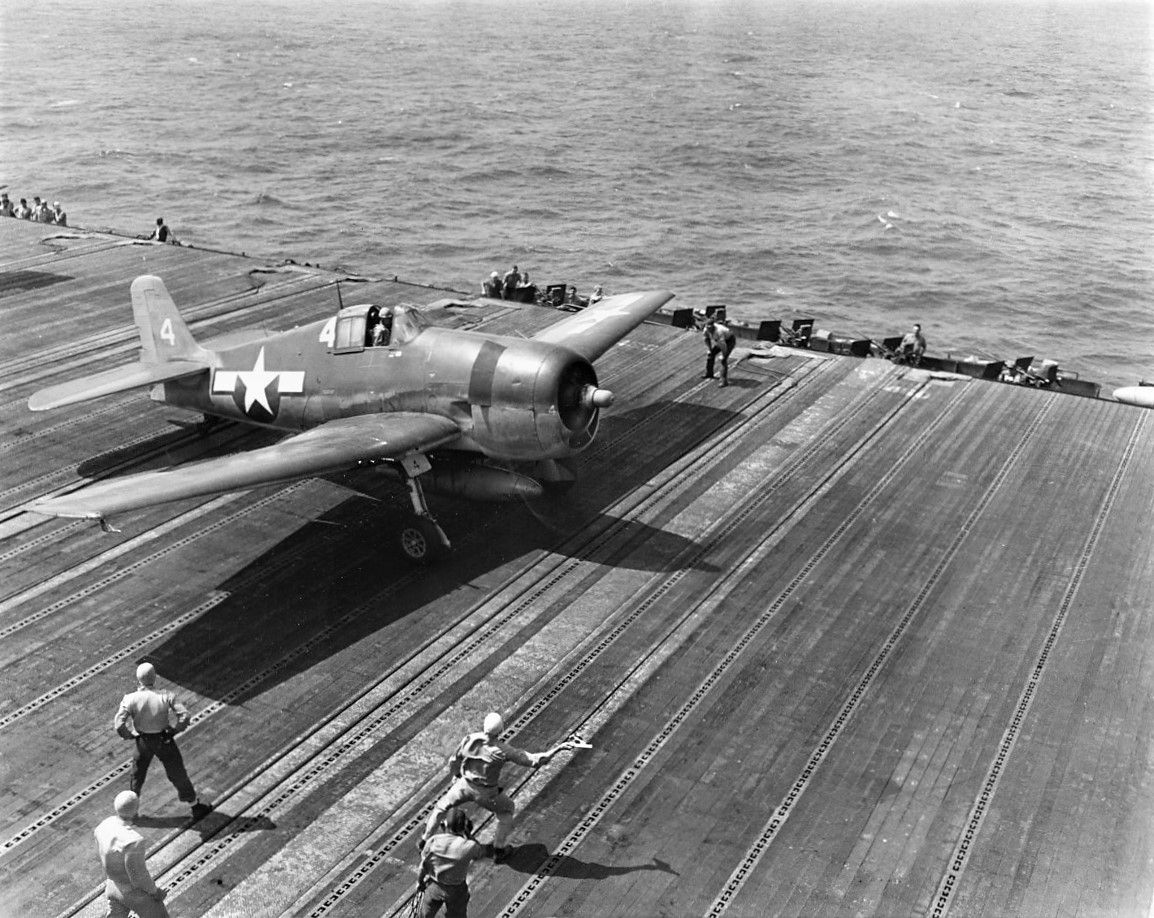
Eine F6F Hellcat startet vom Flugzeugträger Lexington zu einem Angriff auf Formosa

Die Flugzeugträger der TF.38 von Vizeadmiral Mitscher starteten am 12. Oktober 1.398 Einsätze gegen japanische Schiffe, Flugplätze und Industrieanlagen auf Formosa. Mitschers Streitmacht zerstörte das Hauptquartier der 2. Luftflotte und etwa ein Drittel ihrer Jagdflugzeuge. Die TF.38 verlor bei den Einsätzen 48 Flugzeuge. Sie wurde von 32 Ki-43 der 20. Sentai über Hsiochang und Tapai attackiert, von denen nur acht wieder in Taichung landeten. Weitere 15 Maschinen, deren Einheit von Ausbildern der 104. Trainingsbrigade (Hikōdan) gebildet wurde, griffen ebenfalls in die Kämpfe ein. Sie verloren dabei zwei Flugzeuge. Auch acht Ki-45 einer operativen Trainingseinheit starteten, um die Amerikaner anzugreifen, wurden aber alle in Luftkämpfen vernichtet.
Am Nachmittag startete eine Eliteeinheit der japanischen Marine und Armee, die Tkōgeki Butai, oder auch „T-strike force“  mit 101 mit Radar ausgerüsteten zweimotorigen Torpedobombern von Kyūshū und Okinawa, um den ersten groß angelegten radargestützten Nachttorpedoangriff auf die TF.38 zu starten. Zu den Angreifern gehören 23 neue Armee-Bomber Mitsubishi Ki-67 Hiryu von der Sentai 98, Marine Type 96 G3M2 und G4M Rikko Bomber und Nakajima C6N Saiun zweisitzige Nachtjäger, die von Kanoya aus gestartet und auf Okinawa betankt wurden.
Die Mitsubishi G4M Bomber der Marine waren mit dem 150 bis 160 MHz Air Mark VI Suchradar ausgestattet, während in den Ki-67 Bombern der Armee das 200 bis 209 MHz Ta-Ki 1 Suchradar installiert war.

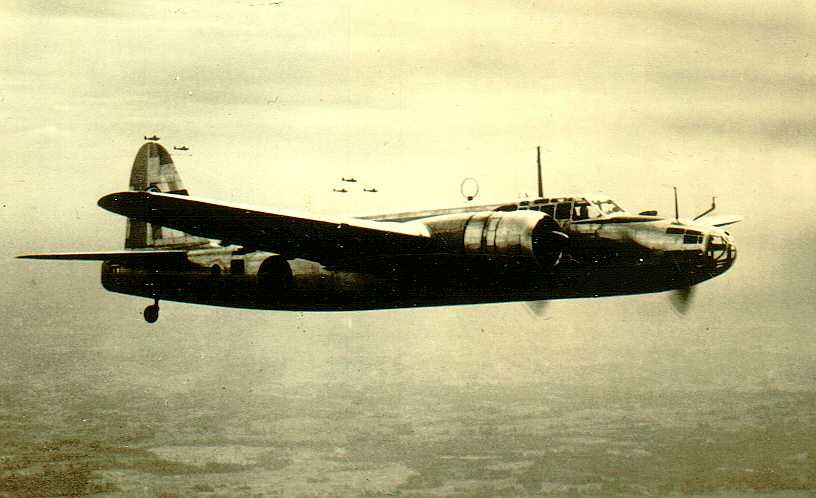
Ein japanischer Schwerer Bomber vom Typ Nakajima Ki-49 im Anflug. Im Hintergrund weitere Flugzeuge der Staffel.

Zwischen 19:00 Uhr und 20:20 Uhr erfolgte der erste Angriff auf die amerikanischen Trägergruppen, von denen inzwischen drei vor der Ostküste von Formosa operierten. Trotz eines plötzlich auftretenden Taifuns griffen 56 Kampfflugzeuge der „T-strike force“ die amerikanische Flotte an und zogen sich dann auf Flugfelder auf Formosa zurück. Die Piloten meldeten, dass vier amerikanische Flugzeugträger versenkt und zehn weitere große Einheiten in Brand gesteckt wurden. In der Zwischenzeit wurde eine separate Streitmacht von 45 Torpedoflugzeugen und Typ-IV-Torpedobombern der Armee von Stützpunkten auf Okinawa gestartet und führte einen Angriff durch, bei dem zwei nicht identifizierte Flotteneinheiten Berichten zufolge schwer beschädigt wurden.
Trotz des sehr schlechten Wetters starteten von der Independence ein Nachtjägergeschwader, bestehend aus mit Radar ausgerüsteten F6F Hellcats und weitere Nachtjäger von der Cabot. Ihnen gelangen fünf Abschüsse. Der Leichte Kreuzer Houston meldete weitere vier Abschüsse und auch andere Schiffe konnten Erfolge vermelden. Insgesamt verloren die Japaner in dieser Nacht 42 Flugzeuge.

### 13. Oktober
Wiederholt bombardierten Flugzeuge der TF.38 Ziele auf Formosa. Sie kehrten gegen 18:00 Uhr zu den Flugzeugträgern zurück. Um 18:42 erreichte Admiral Halsey die Nachricht, dass aus dem Nebel heraus eine Torpedoattacke gegen den Schweren Kreuzer Canberra geflogen worden war und dieser antriebslos im Wasser trieb. Am Angriff waren ca. 100 Flugzeuge, davon etwa 70 mit Torpedos ausgerüstet, der Tkōgeki Butai (die Bombereinheiten K501, K703, K708 und das T1-Aufklärungsgeschwader) beteiligt, die sieben Angriffe auf die TF.38 flogen. 23 Besatzungsmitglieder der Canberra wurden getötet und rund 4.500 Tonnen Wasser überfluten ihren hinteren Feuerraum und beide Maschinenräume.

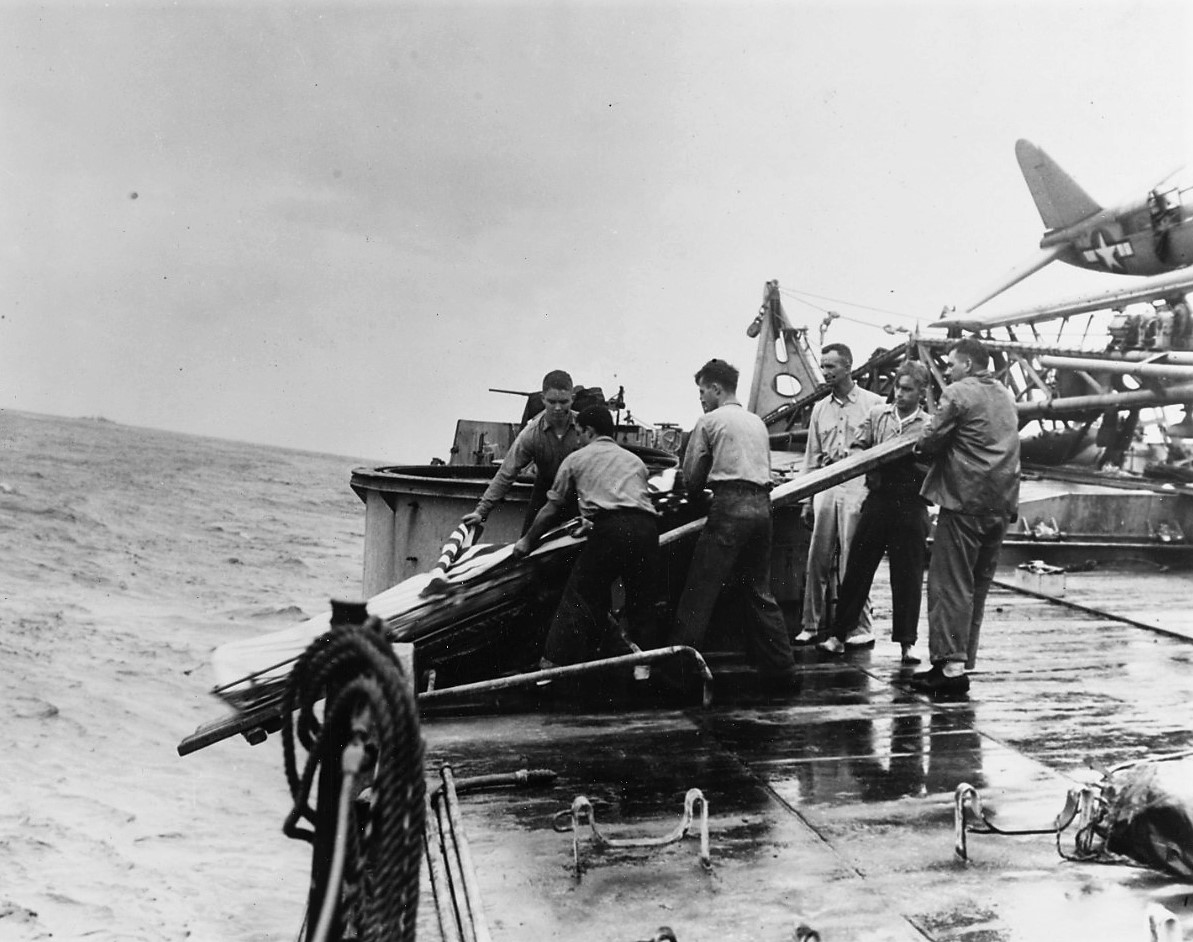
Seebestattung eines Besatzungsmitglieds der Houston nach dem Torpedotreffer

Nach einigen Überlegungen entschied Halsey, die Canberra nach Ulithi schleppen zu lassen. Der Schwere Kreuzer Wichita nahm das Schiff in Schlepp und mehrere Zerstörer wurden abgeordert, die Schiffe zu begleiten.
Gegen 21:00 Uhr kam die Meldung, dass der Kreuzer Houston torpediert wurde und der Maschinenraum voll Wasser gelaufen war. Zudem lag die TG.38.1 weiter unter schwerem Beschuss.
Insgesamt zerstörten die amerikanischen Kampfflugzeuge an diesem Tag 162 japanische Flugzeuge; davon 75 bei Luftkämpfen über der Flotte und 21 mittels Schiffsartillerie. Die restlichen wurden über Formosa, bzw. auf deren Flugfeldern zerstört. Im Gegenzug dazu verkündete Radio Tokio einen vollkommenen Sieg über die amerikanische Flotte.

### 14. Oktober
Die Einschätzung der Japaner wurde weiter dadurch bestätigt, dass am 14. Oktober gegen 7:00 Uhr die Angriffe von US-Trägerflugzeugen gegen Formosa in stark reduziertem Umfang wieder aufgenommen, um dann um 9.30 Uhr vollständig eingestellt zu werden. Es schien, dass die TG.38 einen Rückzug nach Südosten eingeleitet hatte.
Um die totale Vernichtung der beschädigten und sich zurückziehenden Amerikaner zu erreichen, wurde befohlen die 2. Luftflotte in ihrer kompletten Stärke von 450 Flugzeugen aus Süd-Kyūshū heranzuziehen. Admiral Toyoda befahl zudem der Zweiten Angriffsflotte unter Vizeadmiral Shima Kiyohide vom Binnenmeer Kurs auf die Gewässer östlich von Formosa zu nehmen, um die Überreste der angeblich verkrüppelten Task Forces aufzubringen.

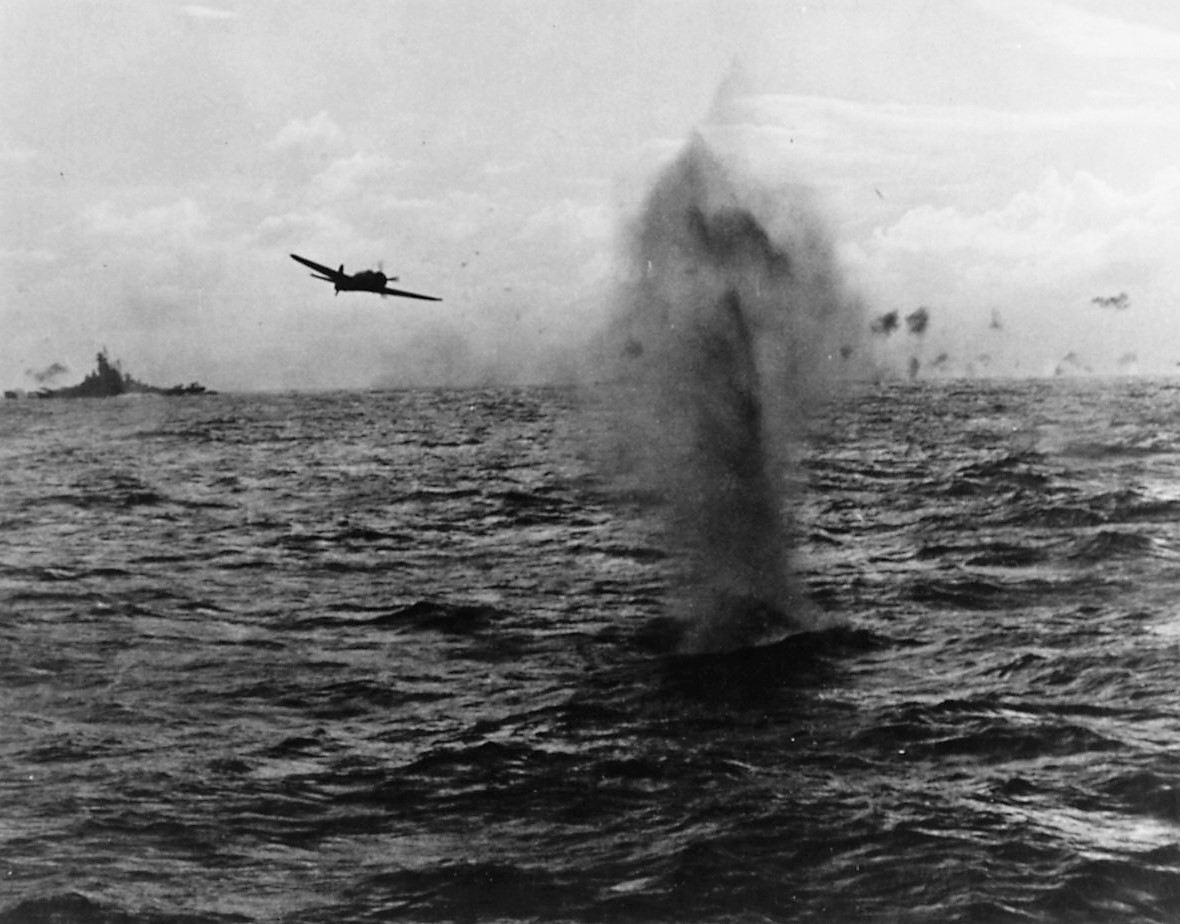
Ein japanischer Torpedobomber passiert am 14. Oktober 1944 das Steuerbordviertel des Flugzeugträgers Essex, nachdem er seinen Torpedo abgeworfen hatte. Ein Schlachtschiff der TG.38.3 ist in der linken Ferne zu sehen.

Am Nachmittag des 14. Oktober griffen 103 B-29-Bomber der Twentieth Air Force, die aus China von Chengdu operierten, Formosa an. Ihr Ziel waren die Okayama-Flugzeugwerke.
Um 15:25 Uhr griff die erste Welle von Flugzeugen der 2. Luftflotte mit 124 Flugzeugen amerikanische Schiffe südwestlich der Insel Ishigaki-jima an. Nach japanischen Angaben wurden ein Flugzeugträger und drei Kreuzer beschädigt. Eine zweite Welle mit 225 Flugzeugen konnte ihr anzugreifendes Ziel nicht finden. Einer dritten Welle, bestehend aus 70 Flugzeugen, darunter Torpedobomber der Armee, gelang nach eigenen Angaben die Versenkung von einem Schlachtschiff und einem Schweren Kreuzer. Dazu sollten ein Geleitträger, ein weiteres Schlachtschiff und ein Leichter Kreuzer in Brand gesetzt worden sein. Tatsächlich wurden beim Angriff auf die amerikanische Flotte am Abend der Flugzeugträger Hancock, der Leichte Kreuzer Reno und der Zerstörer Cassin Young beschädigt, sowie die Houston wiederholt torpediert. Die Houston wurde nun zusammen mit der Canberra und Begleitschiffen als Deckung nach Ulithi geschleppt. Die so gebildete TG.30.3 und als „Krüppeldivision“ bezeichnete Einheit erreichte Ulithi nach 13 Tagen.

### 15. Oktober
Admiral Halsey und sein Führungsstab entwickelten den Plan die „Krüppeldivision“ als Köder für die Japaner aufzustellen, da diese im Glauben waren die Masse der Flotte vernichtet zu haben. Der Hauptteil der Flotte sollte sich absetzen und die nun in „Köderdivision“ umbenannte TG.30.3 sollte fortwährend Notrufe absetzen um die japanischen Flugzeuge anzulocken. Halsey beorderte zwei Task Groups auf eine Position östlich der „Krüppeldivision“, aber außerhalb der Reichweite japanischer Aufklärer. Zwei weitere Task Groups sollten Luzon bombardieren. Schlussendlich setzte Halsey eine Nachricht an Admiral Nimitz ab, in der es hieß, dass die 3. Flotte gesunken sei und die restlichen noch geretteten aber beschädigten Schiffe sich in hoher Geschwindigkeit vom Feind entfernen würden.
Die Trägergruppe, die Luzon angriff, wurde währenddessen von Flugzeugen der japanischen 1. Luftflotte heftig attackiert. Dabei wurde der Flugzeugträger Franklin beschädigt. Die Japaner verloren 32 Flugzeuge.

### 16. Oktober
An diesem Tag flogen wiederum mehr als 40 B-29 von Chengdu kommend Einsätze gegen die Okayama-Flugzeugwerke und das Heito-Flugfeld. Weitere 20 Bomber griffen das Taicho-Flugfeld und den Hafen von Tōshien an.
Die Japaner starteten 99 Trägerflugzeuge, etwa je zur Hälfte Bomber und Jäger, von Basen auf Kyūshū, um die „Krüppeldivision“ anzugreifen. Admiral Toyoda Soemu ordnete jedoch kurz darauf ihren Rückruf an, da er den Verdacht hegte, dass die Amerikaner die Maschinen in einen Hinterhalt locken wollten.
Japanische Torpedoflugzeuge torpedierten am Nachmittag wieder die Houston, die einen erneuten Treffer hinnehmen musste, der an Steuerbord einschlug. Dabei wurden das Steuerbordkatapult, das an Bord befindliche Aufklärungsflugzeug, der Flugzeugkran und die Hangarluke weggesprengt. Das Ruder und die Antriebsschrauben wurden schwer beschädigt. Das Schiff erlitt zudem schwere Schäden am Kiel und verlor rund 25 % seiner Stabilität. Nur dank der zu dieser Zeit ruhigen See gelang das weitere Abschleppen bis nach Ulithi.

## Nach der Schlacht
Die japanischen Luftflotten hatten bei den Kämpfen erhebliche Verluste erlitten und konnten diese nicht mehr bis zur entscheidenden Schlacht um die Philippinen, Ende Oktober 1944 ergänzen. Im Januar 1945 wurde die 2. Luftflotte aufgelöst und die verbliebenen Einheiten in die 1. Luftflotte integriert.
Formosa sollte im Rahmen der Operation Causeway im Februar 1945 von US-Truppen des III. Amphibienkorps unter Generalmajor Roy S. Geiger und des XXIV. Korps unter Generalmajor John R. Hodge, zugehörig der 6. Armee von Generalleutnant Walter C. Krueger, eingenommen werden. Als Landungsstrände waren Orte an der Südwestküste der Insel zwischen Kaoshiung und Kenting vorgesehen. Aufgrund der vorliegenden Einsprüche von General MacArthur wurde die Operation abgesagt und die Landung auf den südlichen Philippinen vorgenommen.

## Aufstellung der Streitkräfte

### USA

#### Task Force 38
| Task Group                    | Flugzeug- träger             | Leichter Flugzeug- träger | Schlachtschiff                                | Schwerer Kreuzer        | Leichter Kreuzer                | Zerstörer |
| ----------------------------- | ---------------------------- | ------------------------- | --------------------------------------------- | ----------------------- | ------------------------------- | --- |
| TG.38.1 Vizeadmiral McCain    | Wasp Hornet                  | Cowpens Monterey          |                                               | Wichita Boston Canberra | Houston                         | Izard, Charrette, Conner, Bell, Burns, Cogswell, Caperton, Ingersoll, Knapp, Boyd, Cowell, McCalla, Grayson, Brown, Woodworth                                                        |
| TG.38.2 Konteradmiral Bogan   | Intrepid Hancock Bunker Hill | Cabot Independence        | Iowa New Jersey                               | Vincennes               | Miami San Diego Oakland         | Owen, Miller, The Sullivans, Stephen Potter, Tingey, Hickox, Hunt, Lewis Hancock, Marshall, Halsey Powell, Cushing, Colahan, Uhlmann, Benham, Stockham, Wedderburn, Twining, Yarnall |
| TG.38.3 Konteradmiral Sherman | Essex Lexington              | Princeton Langley         | Washington Massachusetts South Dakota Alabama |                         | Santa Fé Mobile Birmingham Reno | Clarence K. Bronson, Cotten, Dortch, Gatling, Healy, Porterfield, Callaghan, Cassin Young, Irwin, Preston, Laws, Longshaw, Morrison, Prichett                                        |
| TG.38.4 Konteradmiral Davison | Franklin Enterprise          | San Jacinto Belleau Wood  |                                               | New Orleans             | Biloxi                          | Maury, Gridley, Helm, McCall, Mugford, Bagley, Patterson, Ralph Talbot, Wilkes, Nicholson, Swanson                                                                                   |

### Kaiserreich Japan
Die japanische Schlachtordnung umfasste 1.251 seegestützte Jäger und Bomber. Sie teilten sich folgendermaßen auf:
| Einheit        | Oberbefehlshaber             | Stützpunkt                        | Flugzeuge |
| -------------- | ---------------------------- | --------------------------------- | --------- |
| 1. Luftflotte  | Vizeadmira Teraoka Kimpei    | Manila, Philippinen               | 144       |
| 2. Luftflotte  | Vizeadmiral Fukudome Shigeru | Takao, Taiwan                     | 358       |
| 3. Luftflotte  | Vizeadmiral Kira Shun'ichi   |                                   | 275       |
| 3. Flotte      | Vizeadmiral Ozawa Jisaburō   | Kisarazu, Präfektur Chiba, Honshū | 237       |
| 12. Luftflotte | Vizeadmiral Gotō Eiji        |                                   | 237       |

#### Tkōgeki Butai auf Formosa
Die am 15. Februar 1944 gegründete Tkōgeki Butai war direkt der 762. Luftgruppe (Kōkūtai) der Marine unterstellt, einer untergeordneten Einheit der 2. Luftflotte, die dem Kommando von Vizeadmiral Fukudome Shigeru unterstand. Kommandeur der 762. Luftgruppe war Captain Kuno Shuzo.
| Landbasierte Bombereinheit (Hikōtai) | Landbasierte Bombereinheit (Hikōtai) | Landbasierte Bombereinheit (Hikōtai) | Landbasierte Bombereinheit (Hikōtai) | Aufklärungseinheit | Jagdeinheit                       | Luftkampfgruppe           | Luftkampfgruppe                 |
| K262                                 | K501                                 | K703                                 | K708                                 | T1                 | S303                              | Sentai 7                  | Sentai 98                       |
| ------------------------------------ | ------------------------------------ | ------------------------------------ | ------------------------------------ | ------------------ | --------------------------------- | ------------------------- | ------------------------------- |
|                                      |                                      |                                      |                                      |                    | Korvettenkapitän Kijokuma Okajima |                           |                                 |
| Mitsubishi G4M Rikko                 | Mitsubishi G4M Rikko                 | Mitsubishi G4M Rikko                 | Mitsubishi G4M Rikko                 |                    | 48 Mitsubishi A6M Zero            | 100 Nakajima Ki-49 Donryu | 34 Mitsubishi Ki-67 Typ 4 Hiryu |
| Yokosuka P1Y Ginga                   |                                      |                                      |                                      |                    | 48 Mitsubishi A6M Zero            | 100 Nakajima Ki-49 Donryu | 34 Mitsubishi Ki-67 Typ 4 Hiryu |

Vizeadmiral Fukudome Shigeru, verlegte am 10. September 1944 sein Hauptquartier auf die Takao Marine-Luftbasis auf Formosa. In der Folge wurden alle ihm zugeordneten Lufteinheiten dorthin verlegt. Am 1. Oktober zählte die Einsatzstärke der 2. Luftflotte insgesamt 620 Flugzeuge, von denen 361 einsatzfähig waren. Von den darunter befindlichen 367 Jagdflugzeugen waren nur 198 einsatzfähig.